# Leo Harlem
Leonardo González Feliz (Matarrosa del Sil, 16 de noviembre de 1962), más conocido como Leo Harlem, es un cómico y actor español.

## Carrera
A los siete años se trasladó con su familia a Valladolid, donde trabajaría como panadero de los 16 a los 28. Compaginándolo con su trabajo, empezó estudios universitarios en Arquitectura y posteriormente en Derecho, abandonando ambos. De los 28 años a los 40, trabajó en un bar de la capital vallisoletana, el Harlem, de donde más tarde tomaría su nombre artístico.
Después de trabajar frecuentaba otro bar en el que se programaban espectáculos y cuyo dueño le animó a actuar porque le parecía muy gracioso. Fue entonces cuando unos amigos enviaron una actuación suya grabada a las previas de El club de la comedia, lo que supondría el pistoletazo a su carrera humorística al alcanzar la final del Tercer Certamen de Monólogos en 2002.
Seguidamente fue comentarista de Radio Estadio. Durante el año 2007 subió vídeos al portal YouTube haciendo un personaje llamado El Bocas de Zaragoza, donde enseñaba la ciudad, y se hacía pasar por aficionado del Real Zaragoza. En el verano de 2009 y de 2010 prestó su imagen para la campaña de abonados del Real Valladolid. Después trabajó en La hora de José Mota, de La 1; Cómicos, algo más que los mejores monólogos, y en El club del chiste de Antena 3.
En septiembre de 2010, Onda Cero confirmó la vuelta de Leo Harlem al amplio elenco de comentaristas deportivos de Radio Estadio que dirige y presenta el periodista vallisoletano Javier Ares Rodríguez, por octava temporada consecutiva.
Participó el 16 de enero de 2011 en la nueva etapa de El club de la comedia, ahora en La Sexta, y desde el 14 de febrero de ese año participa en el programa Sé lo que hicisteis, de la misma cadena, en la sección de "El defensor del mayor". El jueves 28 de abril de ese mismo año anunció su abandono del programa.
En el año 2011 fue elegido mantenedor de la XXXIX edición del Festival Nacional de Exaltación del Botillo de El Bierzo que se celebra en la localidad leonesa de Bembibre. En ese mismo año, también fue elegido pregonero de las Fiestas de la Virgen de San Lorenzo de Valladolid.
A partir de 2011, inició su gira con el espectáculo Leo Harlem y Amigos, compartiendo escenario con los mejores humoristas españoles del momento: Sinacio, Dani Delacámara, Sr. Corrales y Sergio Olalla. Desde su inicio hasta 2013 llevan más de 200.000 entradas vendidas y han pasado por la mayoría de los teatros más importantes de España, como el Teatro Compac de Gran Vía de Madrid, el Coliseum de Barcelona, el teatro Olympia de Valencia, Bilbao, Zaragoza, etc.
En diciembre de 2013 colaboró en el espacio humorístico Se hace saber, de TVE y participa en Me resbala, de Antena 3.
En agosto de 2014 participó en el concurso de TVE El pueblo más divertido, dirigido por María Teresa Collados, apadrinando a Calasparra (Murcia). Ese mismo mes se posicionó en contra del maltrato animal y, por lo tanto, rechazó la oferta de ser el pregonero de las fiestas de Tordesillas, localidad famosa por sus festejos del Toro de la Vega.
A lo largo del año 2015 colaboró en el programa Zapeando, de La Sexta, una vez a la semana con una sección y en 2016, pasó a ser un colaborador más frecuente en la mesa del espacio. Pero en junio se marchó temporalmente del programa para rodar su primera película: Villaviciosa de al lado, estrenada el 2 de diciembre. 
En 2017 siguió colaborando en Zapeando, compaginándolo con el monólogo Hasta aquí hemos llegao con Sinacio y Sergio Olalla, tras tres temporadas. 
El 4 de diciembre de 2017 recibe el VI Premio "Lambrión Chupacandiles" entregado por el Colectivo de Periodistas y Comunicadores Bercianos en Madrid, "Plumillas Bercianos".  Para agradecer el galardón Leo Harlem realiza al recibirlo el "Monólogo del Bierzo".
En 2018, dejó de aparecer en Zapeando por grabaciones de cine y actuaciones de teatro. Se incorpora como colaborador del programa de Onda Cero Radio, Más de uno, de Carlos Alsina, donde continúa en la actualidad (2024).
Desde mayo de 2018 colaboró en La noche de Rober, el nuevo programa de entrevistas de Antena 3 junto con Anna Simon y José Corbacho, entre otros, hasta su cancelación en junio de 2018, por malas audiencias.
El 12 de noviembre de 2020 se estrena como presentador de la quinta temporada de El paisano, espacio viajero de La 1.
En abril de 2022 se estrenó un especial de Movistar Plus+, Leo Harlem, 20 años no es nada, grabado en el Teatro Rialto de Madrid en el que el humorista hace un repaso a toda su carrera.
En enero de 2023, repite en la misma plataforma televisiva con Leo Talks, en Movistar Plus+, espacio de monólogos donde parodia las charlas motivacionales. La tercera temporada arrancó en julio de 2024.
En noviembre de 2024, Movistar Plus+ anuncia que el cómico presentará especiales de Navidad, Esta noche es Leo Harlem (24 diciembre) y Feliz Año Leo (31 diciembre) producidos por Globomedia (The Mediapro Studio). 
En el cine, desde su debut en Villaviciosa de al lado (2016), se prodigó en comedias cinematográficas, en especial en las sagas dirigidas por Santiago Segura: Padre no hay más que uno 1 (2019), 2 (2020), 3 (2022) y 4 (2024), y A todo tren 1 (2021) y 2 (dirigida por Inés León, 2022). 

### Publicidad

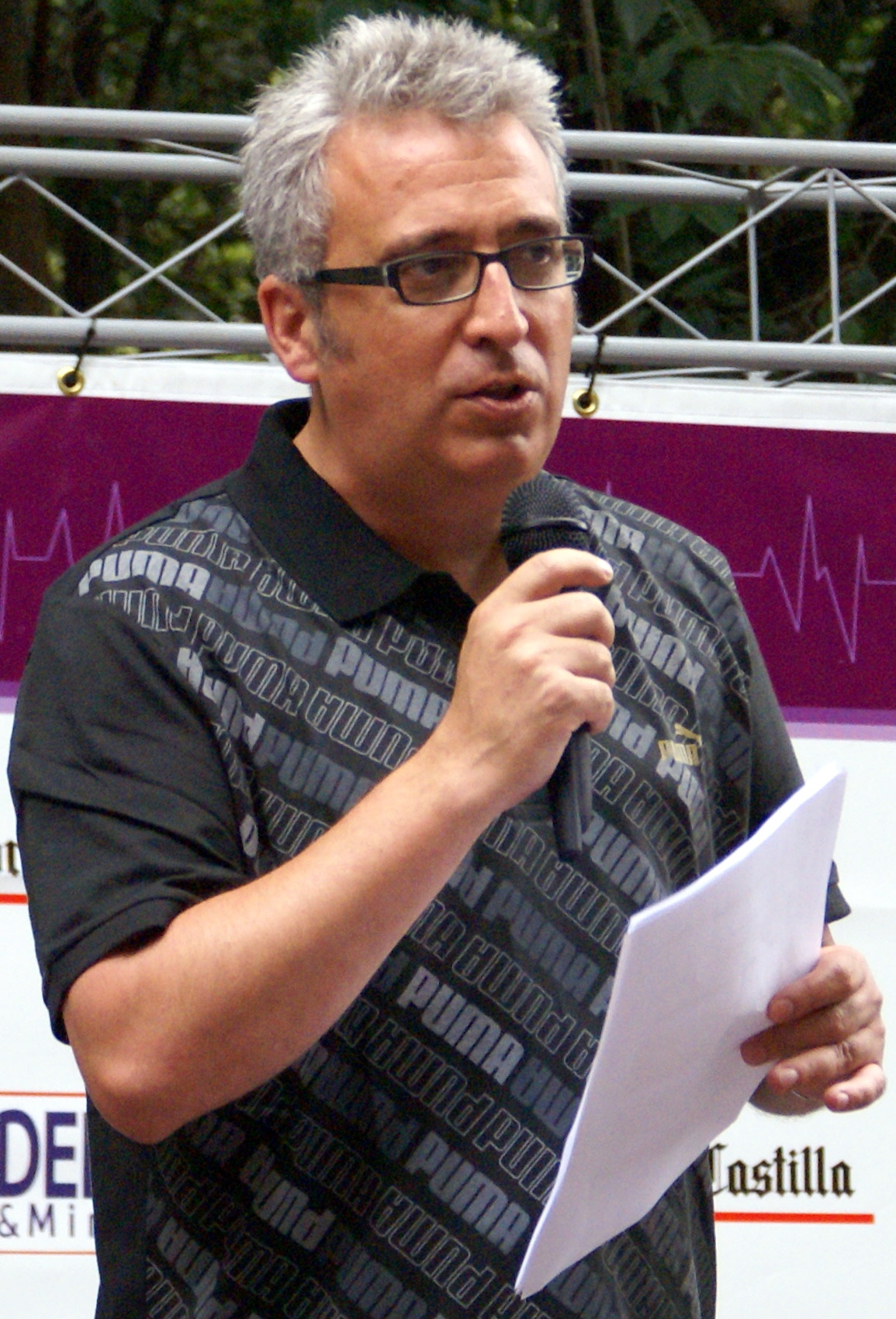
Leo Harlem en un acto del Real Valladolid en 2009.

Leo Harlem es, actualmente, imagen de Helios y BP, además de haber participado en diversas campañas publicitarias como:
- "Feliz vuelta", de Vodafone, contra el síndrome postvacacional;
- "Aparca tus excusas", de Renault;
- "Un refresco, tu mejor combustible", de RACE y la Asociación de Bebidas Refrescantes;
- Campaña contra la desnutrición infantil, de Acción Contra el Hambre, junto a Dani Mateo y Emilio Aragón;
- "Hola, soy tu hígado", de la Cruz Roja, para la sensibilización sobre las enfermedades hepáticas.

## Trayectoria

### Programas de televisión
| Año       | Título                  | Cadena     | Rol                            |
| --------- | ----------------------- | ---------- | ------------------------------ |
| 2002-2016 | El club de la comedia   | La Sexta   | Monologuista                   |
| 2009-2012 | La hora de José Mota    | La 1       | Actor                          |
| 2010-2013 | El club del chiste      | Antena 3   | Monologuista                   |
| 2011      | Sé lo que hicisteis...  | La Sexta   | Colaborador                    |
| 2012-2022 | El hormiguero 3.0       | Antena 3   | Invitado                       |
| 2013-2014 | Se hace saber           | La 1       | Colaborador                    |
| 2013-2015 | Me resbala              | Antena 3   | Colaborador                    |
| 2014      | El pueblo más divertido | La 1       | Padrino                        |
| 2014-2018 | Zapeando                | La Sexta   | Colaborador                    |
| 2018      | La noche de Rober       | Antena 3   | Colaborador                    |
| 2020      | El paisano              | La 1       | Presentador                    |
| 2021      | Mira quién vuela        | Telemadrid | Presentador junto a David Amor |
| 2023-¿?   | Leo Talks               | Movistar+  | Presentador                    |

### Cine
| Año  | Título                                              | Personaje                       | Director         |
| ---- | --------------------------------------------------- | ------------------------------- | ---------------- |
| 2014 | Torrente 5: Operación Eurovegas                     | Guardia de cámaras de seguridad | Santiago Segura  |
| 2016 | Villaviciosa de al lado                             | Anselmo, el alcalde             | Nacho G. Velilla |
| 2018 | El mejor verano de mi vida                          | Curro                           | Dani de la Orden |
| 2019 | Perdiendo el este                                   | Emilio Huete                    | Paco Caballero   |
| 2019 | Padre no hay más que uno                            | Paco García                     | Santiago Segura  |
| 2020 | Hasta que la boda nos separe                        | Don Emilio                      | Dani de la Orden |
| 2020 | Superagente Makey                                   | José Miguel "Makey"             | Alfonso Sánchez  |
| 2020 | Padre no hay más que uno 2: La llegada de la suegra | Paco García                     | Santiago Segura  |
| 2021 | A todo tren. Destino Asturias                       | Felipe                          | Santiago Segura  |
| 2021 | El Refugio                                          | Luismi                          | Macarena Astorga |
| 2022 | Padre no hay más que uno 3                          | Paco García                     | Santiago Segura  |
| 2022 | Por los pelos                                       | Padre de Sebas                  | Nacho G. Velilla |
| 2022 | A todo tren 2. Sí, les ha pasado otra vez           | Felipe                          | Inés de León     |
| 2023 | Como Dios manda                                     | Andrés Cuadrado                 | Paz Jiménez      |
| 2023 | Vacaciones de verano                                | Óscar                           | Santiago Segura  |
| 2024 | La familia Benetón                                  | Toni                            | Joaquín Mazón    |
| 2024 | Padre no hay más que uno 4: Campanas de boda        | Paco García                     | Santiago Segura  |
| 2025 | Padre no hay más que uno 5: Nido repleto            | Paco García                     | Santiago Segura  |

### Radio
| Año           | Título              | Emisora   | Rol         |
| ------------- | ------------------- | --------- | ----------- |
| 2018-2019     | Surtido de ibéricos | Onda Cero | Colaborador |
| 2018-presente | Más de uno          | Onda Cero | Colaborador |